# Boris Buden
Boris Buden (né en 1958 à Garešnica, République socialiste de Croatie, Yougoslavie) est un philosophe et auteur croate naturalisé autrichien.
Il a étudié la philosophie à Zagreb et les Études culturelles à l'Université Humboldt de Berlin. Ses essais et articles abordent la philosophie, la politique, la critique culturelle et la critique artistique. Il a notamment traduit en serbo-croate deux livres de Sigmund Freud.

## Publications
- Buden, Boris, Barikade (Zagreb 1996-1997)
- Buden, Boris, Kaptolski Kolodvor (Belgrade 2001)
- Buden, Boris, Der Schacht von Babel (Berlin 2004)[1]

## Accueil critique
- (sh) Jović, Dejan, « Uspješna investicija komunizma : uz tekst Borisa Budena, Još o komunističkim krvolocima » [archive du 26 août 2018], Zagreb, Zarez, 17 juillet 2003 (ISSN 1331-7970, consulté le 3 septembre 2019), p. 16–7

- (sh) Kordić, Snježana, « Reagiranje na tekst Borisa Budena povodom Deklaracije o zajedničkom jeziku » [archive du 26 août 2018], Zagreb, Slobodni Filozofski, 10 janvier 2018 (consulté le 5 mai 2020) CROSBI 935894

- (sh) Kordić, Snježana, « Kratke noge laži (odgovor Borisu Budenu) » [archive du 26 août 2018], Zagreb, Slobodni Filozofski, 24 août 2018 (consulté le 8 octobre 2021) CROSBI 935894